# Nicrophorus carolinus
Nicrophorus carolinus es un coleóptero de la familia de los sílfidos.